# Église de la Sainte-Trinité de Montlhéry
L'église de la Sainte Trinité est une église paroissiale de culte catholique, située dans la commune française de Montlhéry et le département de l'Essonne.

## Histoire
Une première chapelle, appelée Notre-Dame-du-Mont-Carmel, est édifiée lorsque le roi Louis VII fonde en 1149 l'hôtel-Dieu de Montlhéry. Elle est érigée en paroisse en 1480 sous le vocable de la Sainte Trinité, et agrandie à cette occasion,.